# Infecção do trato respiratório superior

Tratos respiratórios.

Infecção do trato respiratório superior abrange o nariz (rinite), os seios perinasais (sinusite), a faringe (faringite), as amígdalas (amigdalite)  a laringe (laringite).
Distúrbios do Trato Respiratório Superior
Existe uma variedade de Distúrbios que acometem o nariz, os seios paranais, a faringe, a laringe e a traqueia, estes são denominados Distúrbios do Trato Respiratório Superior. Muitos desses distúrbios são considerados leves, os mesmos apresentam apenas alguns desconfortos temporários e suportáveis. Entretanto outros desses distúrbios são agudos, graves e extremamente fatais, causar alterações permanentes na respiração e na fala consequentemente. (Smeltzer et al., 2011 p.516)
Em relação as infecções das vias respiratórias superiores, que são as principais causadoras de doença e afetam muitas pessoas de modo ocasional. Algumas infecções são agudas, com sintomas de vários dias de duração; outras são crônicas, com sintomas que persistem por longo tempo ou que sofrem reincidente. Também conhecidas por infecções do trato respiratório superiores (IRS); o resfriado comum é exemplo de ocorrência mais frequente. Ocorre IRS quando o indivíduo inala microrganismos etiológicos, e os indivíduos permanecem suscetíveis durante toda vida. (Smeltzer et al., 2011 p.516)
As IRS afetam a cavidade nasal, as células etmoidais e os seios frontal, maxilares e esfenoidais, bem como a faringe, a laringe e a traqueia. Cerca de 90% dos distúrbios respiratórios superiores provêm de uma infecção subsequente das mucosas. Os adultos tipicamente adquirem, em média, duas a quatro IRS por ano, devido a uma ampla variedade de vírus respiratórios que circulam na comunidade. (Smeltzer et al., 2011 p.516)